# Wiązowiec (roślina)

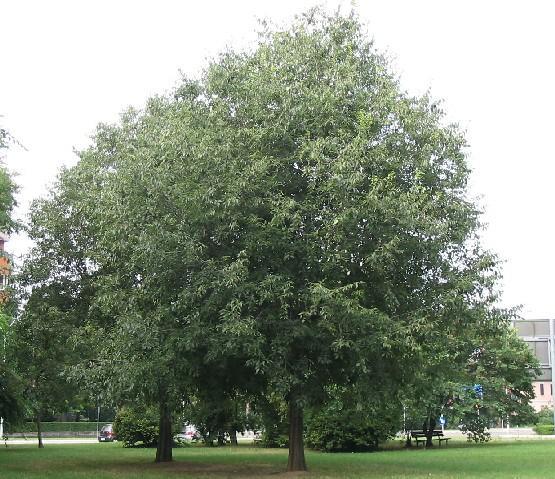
Celtis australis

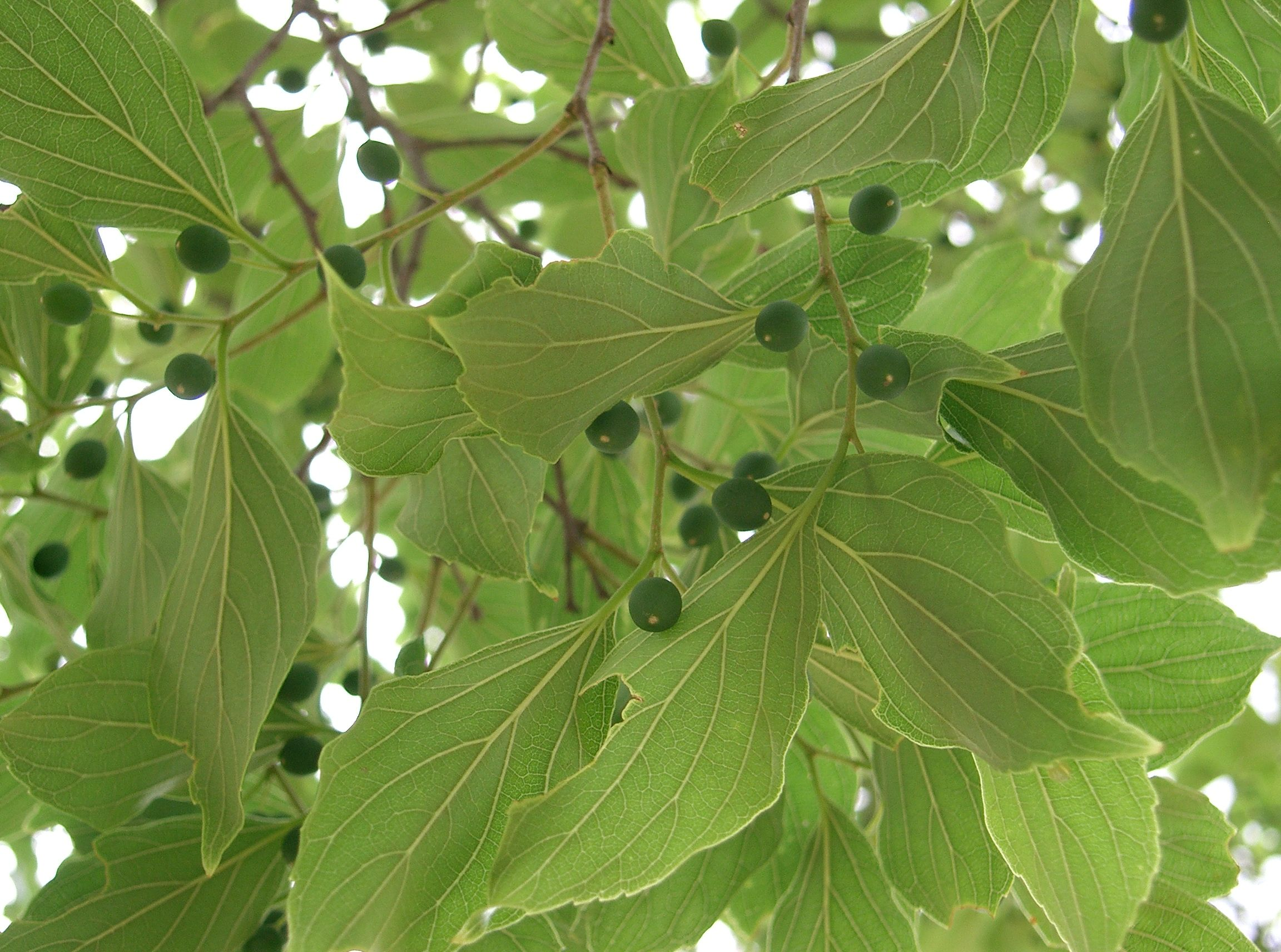
Celtis sinensis

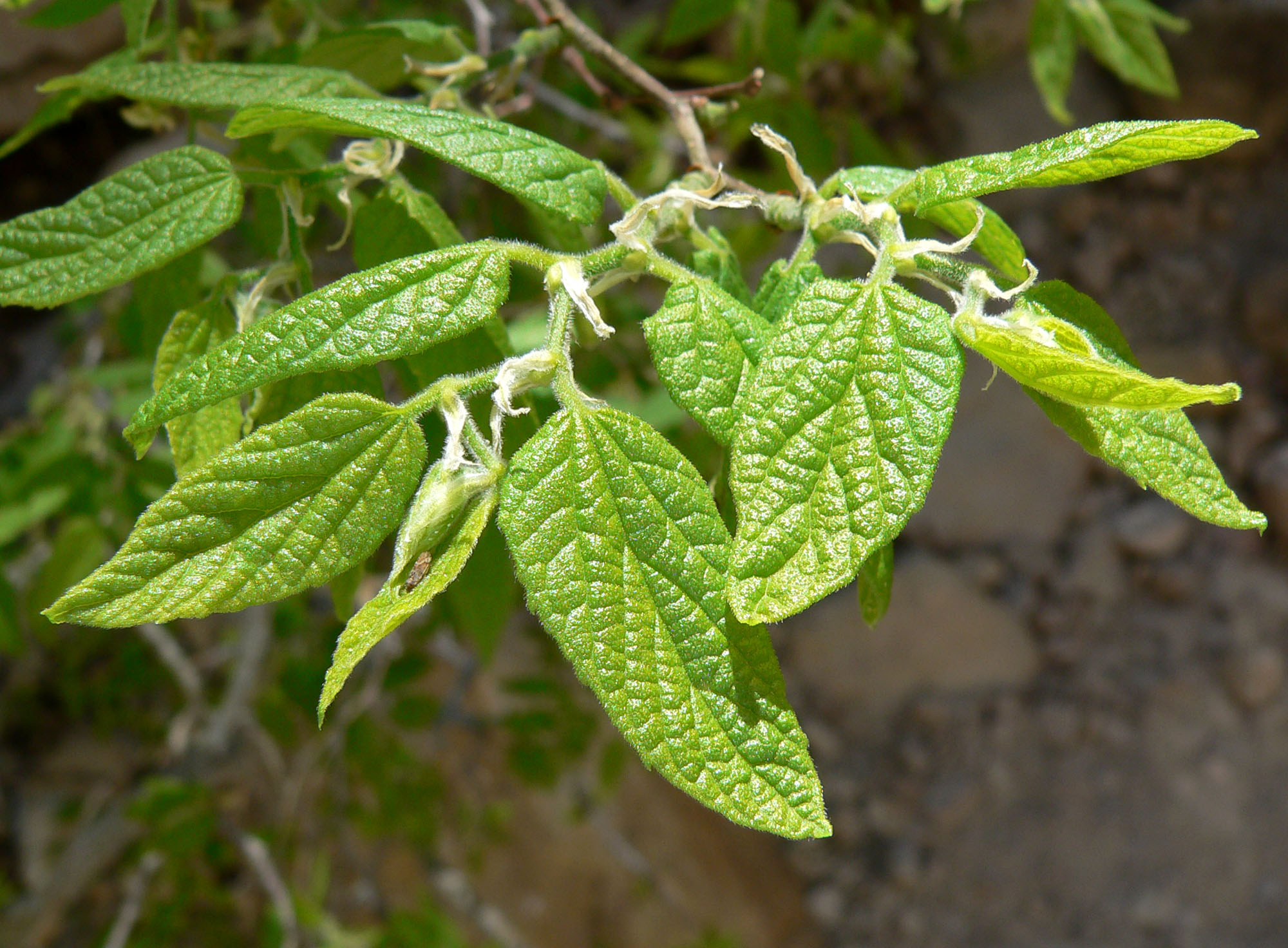
Celtis reticulata

Wiązowiec, obrostnica (Celtis L.) – rodzaj liczący około 60–70 gatunków drzew liściastych zaliczany do rodziny konopiowatych (Cannabaceae), przy czym dawniej (do XX wieku włącznie) klasyfikowany w obrębie wiązowatych (Ulmaceae). Przedstawiciele rodzaju występują na wszystkich kontynentach w strefie międzyzwrotnikowej, mniej liczni obecni są w strefach umiarkowanych o ciepłym klimacie. W Europie południowej występują 4 gatunki, w Ameryce Północnej 6, w Azji wschodniej ok. 15. Liczni przedstawiciele rodzaju po introdukcji poza ich rodzimy zasięg stali się uciążliwymi gatunkami inwazyjnymi, zwłaszcza w południowej Afryce i Australii. W Polsce spotykany bywa wiązowiec zachodni (w okolicach upraw rozsiewa się i uznawany jest za zadomowionego już antropofita), rzadziej i raczej tylko w kolekcjach inne gatunki.
Wiązowce dostarczają cenionego drewna, jadalnych owoców i uprawiane są jako mało wymagające drzewa cieniodajne. 

## Morfologia

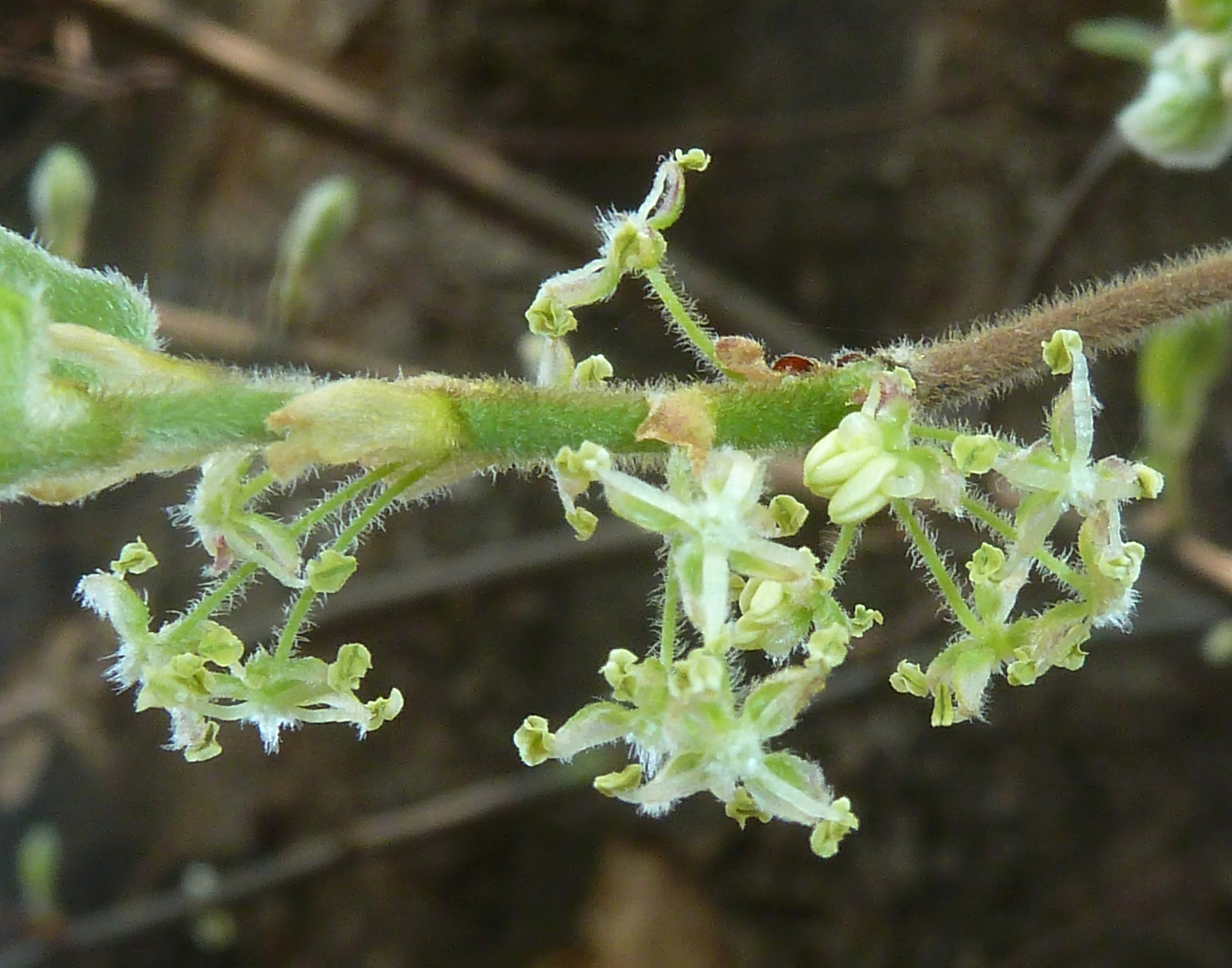
Kwiaty męskie Celtis africana

PokrójDrzewa osiągające zwykle 10–25 m wysokości (najwięcej do 40 m – wiązowiec zachodni), niektóre gatunki rosną w formie krzewów. Mają zwykle rozłożystą koronę. Kora u gatunków euroazjatyckich jest długo gładka, u amerykańskich jest spękana i szorstka. Pędy są cienkie, nagie lub owłosione, pąki są drobne.
LiścieSkrętoległe, pojedyncze i ogonkowe, o długości 5–15 cm długości. Blaszka owalna, długo zaostrzona o równomiernie piłkowanych lub karbowanych brzegach, rzadziej całobrzega. Powierzchnia blaszki gładka lub szorstka. Charakterystyczne dla rodzaju są zawsze trzy nerwy rozchodzące się od nasady liścia. Jesienią liście przebarwiają się na żółto i opadają, rzadko liście są zimozielone.
KwiatyDrobne, zarówno jednopłciowe, jak i obupłciowe (rośliny są poligamiczno-jednopienne – na jednym drzewie rozwijać się mogą wszystkie rodzaje kwiatów). Kwiaty męskie zwykle rozwijają się w skupieniach, a kwiaty żeńskie pojedynczo. Okwiat tworzą 4 lub 5 działek kielicha – płatków korony brak. Pręcików jest tyle co listków okwiatu. Zalążnia jest pojedyncza, zwieńczona dwu lub czteroklapową szyjką słupka.
OwoceKuliste pestkowce o średnicy 6–12 mm, przeważnie jadalne – z cienką warstwą słodkiego miąższu. Dojrzałe mają barwę od pomarańczowej, poprzez purpurową do prawie czarnej.

## Biologia i ekologia
Kwiaty wiązowców rozwijają się wiosną równocześnie z liśćmi i zapylane są przez wiatr. Owoce dojrzewają jesienią i utrzymują się na drzewach przez całą zimę. Stanowią ważne pożywienie dla ptaków i ssaków. Zresztą gęste korony drzew lub zarośla jakie tworzą wiązowce są często istotnym siedliskiem dla zwierząt. Ich drewno jest bardzo twarde i gładkie.
Wiązowce wykazują odporność na choroby, w tym holenderską chorobę wiązu, i zmiany klimatyczne. Mają małe wymagania ekologiczne, są odporne na susze. W naturze rosną na terenach skalistych, często też wzdłuż rzek i strumieni.

## Systematyka i pochodzenie
Rodzaj Celtis miał w Europie jeszcze w trzeciorzędzie znacznie większy zasięg, niż obecnie. Dowodzą tego znaleziska kopalnych liści z warstw iłów, napotykanych przy wydobywaniu węgla brunatnego. Liście te są znakomicie zachowane, dowodzą ponadto, że u schyłku trzeciorzędu klimat był znacznie łagodniejszy niż obecnie.
Rodzaj jest blisko spokrewniony z Aphananthe i Trema. Jest najbardziej zróżnicowanym rodzajem tradycyjnie wyróżnianej podrodziny Celtoideae, która przez długi czas włączana była zwykle do rodziny wiązowatych Ulmaceae. Badania molekularne dowiodły przynależności tej podrodziny do konopiowatych.
Synonimy
Momisia F. Dietr., Sparrea Hunz. & Dottori
Pozycja systematyczna według Angiosperm Phylogeny Website (2001...)
Należy do rodziny konopiowatych (Cannabaceae), która wraz z najbliżej spokrewnionymi rodzinami wiązowatych, pokrzywowatych i morwowatych należy do rzędu różowców (Rosales), a ten do kladu różowych w obrębie dwuliściennych właściwych.
Wykaz gatunków
- Celtis adolfi-friderici Engl.
- Celtis africana Burm.f.
- Celtis australis L. – wiązowiec południowy
- Celtis balansae Planch.
- Celtis berteroana Urb.
- Celtis bifida Leroy
- Celtis biondii Pamp. – wiązowiec Bionda
- Celtis boninensis Koidz.
- Celtis brasiliensis (Gardner) Planch.
- Celtis bungeana Blume – wiązowiec Bunge'a
- Celtis caucasica Willd. – wiązowiec kaukaski
- Celtis caudata Planch.
- Celtis cerasifera C.K.Schneid.
- Celtis chekiangensis C.C.Cheng
- Celtis chichape (Wedd.) Miq.
- Celtis conferta Planch.
- Celtis glabrata Steven ex Planch. – wiązowiec nagi
- Celtis gomphophylla Baker
- Celtis harperi Horne ex Baker
- Celtis hildebrandii Soepadmo
- Celtis hypoleuca Planch.
- Celtis iguanaea (Jacq.) Sarg.
- Celtis jamaicensis Planch.
- Celtis jessoensis Koidz. – wiązowiec jezoeński
- Celtis julianae C.K.Schneid. – wiązowiec Juliany
- Celtis koraiensis Nakai – wiązowiec koreański
- Celtis laevigata Willd. – wiązowiec całobrzegi
- Celtis latifolia (Blume) Planch.
- Celtis lindheimeri Engelm. ex K.Koch
- Celtis loxensis C.C.Berg
- Celtis luzonica Warb.
- Celtis madagascariensis Sattarian
- Celtis mauritiana Planch.
- Celtis mildbraedii Engl.
- Celtis neglecta Zi L.Chen & X.F.Jin
- Celtis occidentalis L. – wiązowiec zachodni
- Celtis orthocanthos Planch.
- Celtis pacifica Planch.
- Celtis pallida Torr.
- Celtis paniculata (Endl.) Planch.
- Celtis petenensis Lundell
- Celtis philippensis Blanco
- Celtis punctata (Urb. & Ekman) Urb. & Ekman
- Celtis reticulata Torr. – wiązowiec żyłkowany
- Celtis rigescens (Miq.) Planch.
- Celtis rubrovenia Elmer
- Celtis salomonensis Rech.
- Celtis schippii Standl.
- Celtis sinensis Pers. – wiązowiec chiński
- Celtis solenostigma Unwin
- Celtis spinosa Spreng.
- Celtis strychnoides Planch.
- Celtis tala Gillies ex Planch.
- Celtis tenuifolia Nutt. – wiązowiec cienkolistny
- Celtis tessmannii Rendle
- Celtis tetrandra Roxb.
- Celtis tikalana Lundell
- Celtis timorensis Span.
- Celtis toka (Forssk.) Hepper & J.R.I.Wood
- Celtis tournefortii Lam. – wiązowiec Tourneforta
- Celtis trinervia Lam.
- Celtis tupalangi Vassilcz.
- Celtis vandervoetiana C.K.Schneid.
- Celtis vitiensis A.C.Sm.
- Celtis zenkeri Engl.

## Zastosowanie
Wiązowce dostarczają twardego i gładkiego drewna, cenionego zwłaszcza jako surowiec do wyrobu węgla drzewnego. Ich owoce są jadalne, a z kory wyrabia się żółty barwnik, papier i sznury. Z nasion pozyskuje się olej wykorzystywany do wyrobu mydeł i lubrykantów. Wiązowiec południowy jest uprawiany w krajach śródziemnomorskich jako cieniodajne drzewo przyuliczne. Ze względu na smaczne owoce identyfikowany jest z drzewem lotosowym wspominanym przez Homera, jako pożywieniu Lotofagów, tak wspaniałym, że towarzysze Odyseusza zapomnieli o tęsknocie za domem. Celtis zenkeri jest w Ghanie uważany za potężny fetysz. Liczne gatunki uprawiane są jako ozdobne przy czym wiązowiec chiński ceniony jest w uprawie jako bonsai. Cenione są przy tym bardziej ze względu na niewielkie wymagania, niżeli walory dekoracyjne.